# Pedro Llompart
Pedro Llompart Usón (Palma di Maiorca, 9 gennaio 1982) è un ex cestista e dirigente sportivo spagnolo.

## Palmarès
- Supercoppa spagnola: 1

Valencia: 2017
- Copa Príncipe de Asturias: 1

Alicante: 2009